# Witalij Konowałow
Witalij Fiodorowicz Konowałow (ros. Вита́лий Фёдорович Конова́лов, ur. 14 września 1932 w Swierdłowsku, zm. 9 maja 2013 w Moskwie) – radziecki i rosyjski inżynier i polityk, minister energetyki atomowej ZSRR (1989–1991).
W 1956 ukończył studia na Wydziale Fizyko-Chemicznym Uralskiego Uniwersytetu Politechnicznego i został inżynierem technologiem, w latach 1956–1975 pracował w fabryce metalurgicznej we wschodnim Kazachstanie. Od 1963 członek KPZR, w latach 1975–1979 dyrektor Czeleckiej Fabryki Mechanicznej, a 1979–1986 Fabryki Inżynieryjnej. Od 1986 pracował w ministerstwie budowy maszyn średnich ZSRR jako szef 3 Zarządu Głównego, a 1988–1989 zastępca ministra. Od 17 lipca 1989 do 26 listopada 1991 minister energetyki atomowej ZSRR, w latach 1992–1996 I zastępca ministra energii atomowej Federacji Rosyjskiej, 1996–2000 prezydent korporacji, a 2000–2002 jej I wiceprezydent. Pochowany na Cmentarzu Chowańskim w Moskwie.

## Odznaczenia i nagrody
- Order Honoru (1996)
- Order Przyjaźni (2005)
- Order Lenina (1986)
- Order Rewolucji Październikowej (1981)
- Order Czerwonego Sztandaru Pracy
- Nagroda Państwowa ZSRR (dwukrotnie – 1970 i 1976)

i medale.